# Führungstruppen
Unter dem Begriff Führungstruppen werden diejenigen Truppengattungen zusammengefasst, die es einem militärischen Kommandeur ermöglichen, die ihm unterstellten Truppen zu führen.
Zu den Führungstruppen werden in der Bundeswehr gezählt:
- Feldjägertruppe (Militärpolizei)
- Fernmeldetruppe mit 
  - Fernmeldetruppe EloKa
- Truppe für Operative Information
- Heeresaufklärungstruppe mit 
  - Fernspähtruppe (im Kommando Spezialkräfte aufgegangen)
  - Feldnachrichtentruppe

Bestandteil der Führungstruppe sind Einheiten und Teileinheiten mit Soldaten die wie Stabsdienstfeldwebel und Stabsdienstsoldaten als Gehilfen für den Stabsdienst geschult sind und in einem Stabszug oder in einer zumeist Stabs- und Fernmeldekompanie, die einem Kommandostab ab Brigade, unterstellt sind. Für den Stab eines Verbandes auf der Ebene Bataillon und Regiment in einem Stabszug in der 1./ Stabs- und Versorgungskompanie für den Betrieb eines Gefechtsstandes.